# Антоній (архімандрит Печерський)
Антоній I (д/н —бл. 1535) — український церковний діяч часів Великого князівства Литовського.

## Життєпис
Відомості про нього обмежені. Відомий насамперед за архімандрію Києво-Печерського монастиря. Користуючись підтримкою частини київської шляхти та ченців Антоній зумів 1524 року домогтися призначення архімандритом монастиря. Відповідну грамоту від 23 травня 1524 року видав король польський і великий князь литовський Сигізмунд I Старий. Проте колишній архімандрит — Ігнатій II — не змирився із усуненням з посади. Останнього підтримав князь Костянтин Острозький. В результаті Антоній 1525 року втратив архімандрію. Натомість його було призначено ігуменом Богородицького монастиря у Овручі.
Антоній з часу передачі монастиря Ігнатію II встиг побувати в короля, де просив повернути йому назад Лавру. Король, як видно, милостиво сприйняв його домагання, але вказав, що розгляд справи він переносить до свого приїзду в Литву. Наступного року такий «розгляд», відбувся, і результатом чого стала коротка і безапеляційна королівська грамота від 2 березня 1526 року, яка повідомляє печерян про те, що архимандрія віддана Антонію.
Антоній не зумів захопити монастир, чи, в усякому разі, в ньому не затримався, оскільки 20 липня 1528 року датована інша аналогічна грамота, більш широка. Після цього Антоній, як видно, утвердився на своїй посаді, оскільки в якості архимандрита згаданий також у грамоті від 19 серпня 1528 року.
Втім мабуть був сильно залежним від королівських урядовців. У 1520-х роках підтримав звернення Видубицького монастиря до київського митрополита Йосифа III Русина щодо передачи Гнилецького монастиря в с. Лісники (околиця Києва), що й було зроблено.
Помер Антоній близько 1535 року. Новим настоятелем став Геннадій I.